# Isusovo preobraženje
Preobraženje Isusovo je događaj iz Isusova života opisan u Novom zavjetu.

## Novozavjetni spisi
Isus se vratio dolinom rijeke Jordan u Galileja i s apostolima popeo se na visoku goru. U Svetom Pismu ne spominje se njeno ime, no smatra se, da je to gora Tabor. U podvečer Isus je s apostolima bio u podnožju gore Tabor. Tu je zapovijedio apostolima, da ga pričekaju, jer se ide pomoliti. Pozvao je samo apostole Petra, Ivana i Jakova i s njima se popeo na vrh gore. Ta tri apostola više su se isticali u vjeri i gorljivosti. 
Kada su došli na vrh, Isus je potražio samotno mjesto i molio se. Apostoli su također molili, ali su zaspali. Kada su se probudili ugledali su veličanstven prizor Isusova preobraženja. Isus je imao i dalje isto tijelo i lice, ali ga je obasjala nebeska svjetlost i Isusovo lice zasjalo je kao sunce. Od sjaja, odjeća mu je postala bijelija od snijega.
Pokraj Isusa ukazali su se Mojsije i Ilija kao nebeski svjedoci. Bili su u svom pravom tijelu, a ne kao prikaze. Njih dvojica glavni su predstavnici Staroga zavjeta. Mojsije je oslobodio židovski narod iz egipatskog ropstva, preveo ga preko pustinje i proglasio židovski zakon. Ilija je najveći prorok Staroga zavjeta. Isus se našao uz njih kao najveći prorok i zakonodavac. Njih dvojica su svjedočili, da je Isus Mesija koji će ispuniti židovski zakon. Mojsije i Ilija razgovarali su s Isusom o svršetku Isusovu tj. o muci, uskrsnuću i uzašašću. Kada je završavao Isusov razgovor s njima, kojeg su slušali trojica apostola, Petru je bilo žao, da to završi pa je rekao: "Gospodine, dobro nam je ovdje biti. Ako hoćeš, načinit ću ovdje tri sjenice, tebi jednu, Mojsiju jednu i Iliji jednu. (Mt 17,4)" U Svetom Pismu je dodano, da je Petar to rekao ne znajući što govori. Bio je zanesen prizorom. 
Dok je Petar još govorio, sjajan oblak spustio se s neba i nestali su Mojsije i Ilija apostolima s vidika. Bog se u Starome zavjetu javljao Židovima u obliku oblaka, jer oči ne bi mogle podnijeti Božji sjaj. Ukazao se u obliku oblaka i priikom Isusova krštenja na rijeci Jordan i kasnije prilikom Isusova uzašašća. 
Bog je progovorio apostolima iz oblaka: "Ovo je Sin moj, Ljubljeni! U njemu mi sva milina! Slušajte ga! (Mt 17,5)". 
Isusovo preobraženje, Mojsije i Ilija te glas Boga Oca imali su zadatak uvjeriti apostole, da je Isus doista Sin Božji, makar ga čeka muka i smrt. 
Židovi su bili uvjereni, da će umrijeti ako Boga vide ili čuju pa su trojica apostola od straha pali na zemlju i pokrili su lica rukama. Kada je sve već bilo gotovo, Isus im je rekao: "Ustanite i ne bojte se! (Mt 17,7)" Tada je već Isus bio u svakidašnjem izdanju bez sjaja. Dok su se spuštali s gore, Isus im je zapovijedio da ništa nikome ne govore, "dok Sin Čovječji ne uskrsne od mrtvih". Taj događaj apostolima je bio utjeha u budućim naporima i mukama, kada je Isus bio mučen. 
Sveti Petar napisao je u svojoj drugoj poslanici: "Ta nismo vam navijestili snagu i Dolazak Gospodina našega Isusa Krista slijedeći izmudrene priče, nego kao očevici njegova veličanstva. Od Oca je doista primio čast i slavu kad mu ono od uzvišene Slave doprije ovaj glas: Ovo je Sin moj, Ljubljeni moj, u njemu mi sva milina! Taj glas, koji s neba dopiraše, čusmo mi koji bijasmo s njime na Svetoj gori (2 Pt 1,16-18)". A apostol Ivan zapisao je: "I vidjesmo slavu Njegovu - slavu, koju ima kao Jedinorođenac od Oca (Iv 1,14)" 

## Liturgija
Istok slavi ovaj blagdan od 7. stoljeća. Zapadna crkva unijela ga je u svoj kalendar tek 1457. godine, i to u slavu pobjede kršćanske vojske nad Turcima kod Beograda. Zaslužni za tu pobjedu nad Turcima bili su Janko Hunjadi i Ivan Kapistran čime su zaustavili prodor Turaka ka sjeveru. Obojica su kratko nakon pobjede umrli, prvi u Zemunu, a drugi u Iloku.

## Svetišta
Nepotpun popis
- Bazilika Preobraženja Gospodinova, Gora Tabor, Izrael
- Crkva Preobraženja Gospodinova u Baljcima
- Parohija Preobraženja Gospodnjeg, Prnjavor [4]
- Župa Preobraženja Gospodinova, Borovica [5]
- Župa Preobraženja Gospodinovog, Piškorevci [6]
- Župa Preobraženja Gospodinovog, Strošinci [7]
- Župa Preobraženja Gospodnjeg, Bučje
- Župa Preobraženja Gospodnjeg, Jastrebarsko [8]
- Župa Preobraženja Gospodnjeg, Petrinja [9]

## Vanjske poveznice
Ostali projekti
|  | Zajednički poslužitelj ima još gradiva o temi Preobraženje Gospodinovo |

Mrežna mjesta
- Preobraženje Gospodinovo, www.vjeraidjela.com